# Huis Goblet d'Alviella

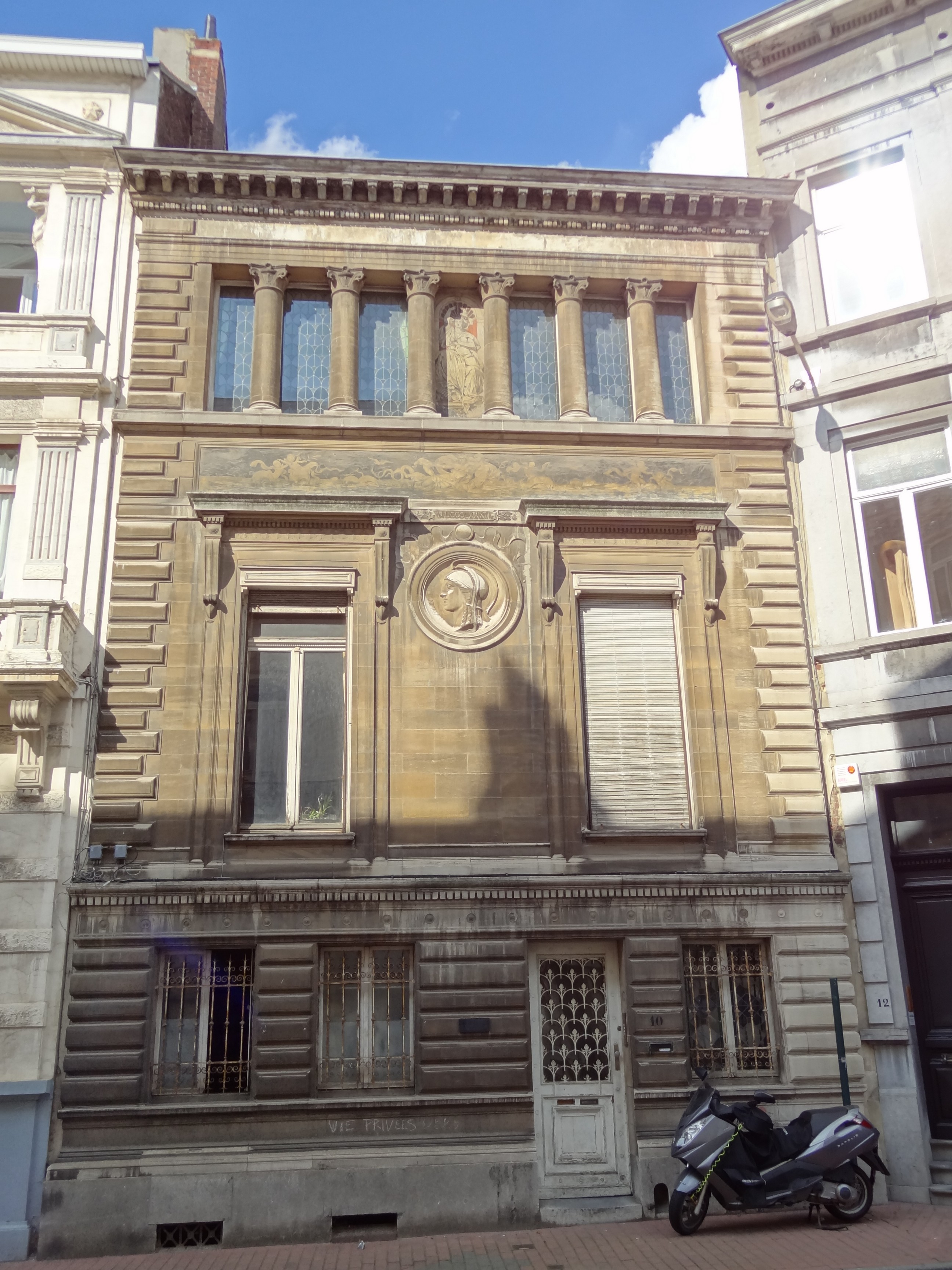
Voorgevel

Het Huis Goblet d'Alviella is een herenhuis in Sint-Gillis uit 1882. Het is de eerste grote realisatie van architect Octave Van Rysselberghe, die er zelf woonde tot 1888. Daarna nam de opdrachtgever er zijn intrek, graaf Eugène Goblet d'Alviella, hoogleraar, liberaal kamerlid en vrijmetselaar.
Sinds 1995 is het Huis Goblet d'Alviella beschermd.

## Beschrijving
In het gebouw, met sterke renaissance-invloed, zijn voor het eerst in Brussel op grote schaal sgraffiti verwerkt in de gevelcompositie. Ze zijn getekend door beeldhouwer Julien Dillens en uitgevoerd door architect Jean Baes. Het zijn er vier:
- Onder het entablement van de twee grote vensters telkens een smal acanthusmotief.
- Erboven toont een fries met als thema water Triton en een sirene omgeven door dolfijnen en putti.
- Tussen de zuilen een allegorie van de architectuur (schietlood in de hand en voet rustend op een stuk Ionische zuil).

Het medaillon tussen de vensters is van Dillens en stelt Minerva voor. De tekst τεχνων εραστρια betekent 'zij die van kunst houdt'.
Onder de kroonlijst is een Venetiaanse loggia voorzien. Tussen de zuilen zien we zes blauw getinte brandglasramen met geometrische motieven.

## Waardering
Een recent auteur noemt het huis the pre-eminent example of the mannerism pursued relentlessly and brilliantly by the Belgian architectural vanguard of the fin-de-siècle.

## Voetnoten
1. ↑  Françoise Aubry e.a., Horta. Van art nouveau tot modernisme, 1996, p. 28